# Continuum (album)
Albums de John Mayer
As/Is
(2004) The Village Sessions
(2006)
Albums studio de John Mayer
Heavier Things
(2003) Battle Studies
(2009)
Singles
1. Waiting on the World to Change (en)
Sortie : 11 juillet 2006
2. Belief (en)
Sortie : septembre 2006
3. Gravity (en)
Sortie : 12 septembre 2006
4. Dreaming with a Broken Heart (en)
Sortie : 4 juillet 2007
5. Say (en)
Sortie : 20 novembre 2007

Continuum est le troisième album studio de l'auteur-compositeur-interprète américain John Mayer, parue le 12 septembre 2006 chez Aware et Columbia Records. Les sessions d'enregistrement ont eu lieu de novembre 2005 à septembre 2006 au studio The Village Recorder à Los Angeles, aux studios Avatar et à Right Track/Sound on Sound à New York et aux Royal Studios de Memphis, Tennessee. Produit par Steve Jordan, batteur du John Mayer Trio, il a marqué un changement dans le style musical de Mayer, incorporant des éléments de blues et de soul plus présents que dans son travail précédent avec le pop rock.
L'album a fait ses débuts à la 2e position du classement Billboard 200 américain, se vendant à plus de 300 186 exemplaires au cours de sa première semaine de ventes. Il a également atteint le top 10 de plusieurs autres pays et s'est vendu à plus de 5 millions d'exemplaires dans le monde. À sa sortie, Continuum a reçu un accueil généralement positif de la part des critiques et a remporté plusieurs récompenses, dont un Grammy Award du meilleur album pop vocal aux 49es Grammy Awards. Le Rolling Stone l'a nommé 11e meilleur album de 2006 et l'a classé numéro 486 sur sa liste mise à jour en 2020 des 500 plus grands albums de tous les temps.

## Contexte
John Mayer a pris la décision de nommer son troisième album Continuum au moins un an avant la sortie de l'album. Dans sa chronique du numéro d'avril 2005 d'Esquire, Mayer a écrit: « Je suis obsédé par le temps ces derniers temps, je suis constamment en train de croiser les chiffres pour avoir une idée de ma place dans le continuum ». Dans sa chronique dans le numéro de septembre 2005 d'Esquire, il a confirmé le titre, en écrivant: « Je n'ai jamais rien connu de tel que le processus d'enregistrement impliqué dans la création de Continuum, mon troisième album à venir ».
L'album comporte principalement de nouvelles chansons, bien que Gravity et Vultures étaient disponibles en tant que versions publics dans l'album Try! du John Mayer Trio (en), et Bold as Love est une reprise de Jimi Hendrix : la première reprise de Hendrix que John Mayer ait jamais enregistrée en studio, bien que Mayer ait joué Bold as Love en direct de nombreuses fois avant la sortie de Continuum, comme à Tsunami Aid : A Concert of Hope le 15 janvier 2005, et a depuis enregistré d'autres chansons de Jimi Hendrix telles que The Wind Cries Mary et Wait Until Tomorrow en public. L'album contient une collaboration entre John Mayer et le guitariste Charlie Hunter sur In Repair. La chanson Stop This Train a été écrite à une époque de, ce que Mayer appelle, « raffinement solitaire » ; il était au lit, souffrant de calculs rénaux doubles et vivait dans un hôtel tout en trouvant une nouvelle résidence.

## Liste des chansons
Toutes les chansons sont écrites et composées par John Mayer, sauf indication contraire.
| 1.    | Waiting on the World to Change                        |                                     | 3:21 |
| 2.    | I Don't Trust Myself (With Loving You)                |                                     | 4:52 |
| 3.    | Belief                                                |                                     | 4:02 |
| 4.    | Gravity                                               |                                     | 4:05 |
| 5.    | The Heart of Life                                     |                                     | 3:19 |
| 6.    | Vultures                                              | Mayer, Steve Jordan, Pino Palladino | 4:11 |
| 7.    | Stop This Train                                       |                                     | 4:45 |
| 8.    | Slow Dancing in a Burning Room                        |                                     | 4:02 |
| 9.    | Bold as Love (reprise de The Jimi Hendrix Experience) | Jimi Hendrix                        | 4:18 |
| 10.   | Dreaming with a Broken Heart                          |                                     | 4:07 |
| 11.   | In Repair                                             | Mayer, Charlie Hunter               | 6:09 |
| 12.   | I'm Gonna Find Another You                            |                                     | 2:43 |
| 49:54 |                                                       |                                     |      |

| Réédition de 2008 | Réédition de 2008 | Réédition de 2008 | Réédition de 2008 | Réédition de 2008 | Réédition de 2008 | Réédition de 2008 | Réédition de 2008 | Réédition de 2008 | Réédition de 2008 |
| No                | Titre             | Durée             |                   |                   |                   |                   |                   |                   |                   |
| ----------------- | ----------------- | ----------------- | ----------------- | ----------------- | ----------------- | ----------------- | ----------------- | ----------------- | ----------------- |
| 13.               | Say               | 3:49              |                   |                   |                   |                   |                   |                   |                   |
| 53:51             |                   |                   |                   |                   |                   |                   |                   |                   |                   |

Une réédition de l'album comporte également 6 live enregistrés entre le 10 juin 2007 et le 25 juillet 2007 dans six villes différentes (Chicago, Cincinnati, Washington, Los Angeles, Des Moines, Cuyahoga Falls).
| Disque bonus de la réédition de 2007 | Disque bonus de la réédition de 2007       | Disque bonus de la réédition de 2007                                   | Disque bonus de la réédition de 2007 | Disque bonus de la réédition de 2007 | Disque bonus de la réédition de 2007 | Disque bonus de la réédition de 2007 | Disque bonus de la réédition de 2007 | Disque bonus de la réédition de 2007 | Disque bonus de la réédition de 2007 |
| No                                   | Titre                                      | Détails de l'enregistrement public                                     | Durée                                |                                      |                                      |                                      |                                      |                                      |                                      |
| ------------------------------------ | ------------------------------------------ | ---------------------------------------------------------------------- | ------------------------------------ | ------------------------------------ | ------------------------------------ | ------------------------------------ | ------------------------------------ | ------------------------------------ | ------------------------------------ |
| 1.                                   | Vultures                                   | Charter One Pavilion, Chicago (Illinois), 28 juin 2007                 | 5:40                                 |                                      |                                      |                                      |                                      |                                      |                                      |
| 2.                                   | Belief                                     | U.S. Bank Arena, Cincinnati (Ohio), June 26, 2007                      | 6:04                                 |                                      |                                      |                                      |                                      |                                      |                                      |
| 3.                                   | Waiting on the World to Change             | Verizon Center, Washington, 25 juillet 2007                            | 3:39                                 |                                      |                                      |                                      |                                      |                                      |                                      |
| 4.                                   | Dreaming with a Broken Heart               | Hollywood Bowl, Los Angeles, 10 juin 2007                              | 4:15                                 |                                      |                                      |                                      |                                      |                                      |                                      |
| 5.                                   | I Don't Need No Doctor (Ray Charles cover) | Wells Fargo Arena, Des Moines (Iowa), June 18, 2007                    | 5:54                                 |                                      |                                      |                                      |                                      |                                      |                                      |
| 6.                                   | Gravity                                    | New England Dodge Music Center, Hartford, Connecticut, 14 juillet 2007 | 10:20                                |                                      |                                      |                                      |                                      |                                      |                                      |
| 36:43                                |                                            |                                                                        |                                      |                                      |                                      |                                      |                                      |                                      |                                      |

## Crédits

### Musiciens
| - John Mayer – voix, guitares, production - Pino Palladino – guitares basses - Steve Jordan – batteries (toutes les pistes à part 5) ; percussion (pistes 1, 2, 5, 8 et 10) ; chœurs (piste 1); production - Ricky Peterson – claviers (1, 6, 11, 12) ; chœurs (piste 1) - Roy Hargrove – cuivres (1, 2) - Willie Weeks – basse (2) - Ben Harper – guitare (3) - Clayton Cameron – drums (3) - Manolo Badrena – percussion (3) - Larry Goldings – keyboards, orgue (4) - James Valentine – guitare (7, 11) - Jamie Muhoberac – claviers (7, 11) - Charlie Hunter – guitare à huit cordes (11) | - Lester Snell – claviers, assistance d'arrangements de cuivres (12) - Boo Mitchell – arrangements de cuivres (12) - Willie Mitchell – arrangements de cuivres (12) - Carlos Saucedo – guitare (12) - Harley Pasternak – chœurs (1) - Jeannie Martinez – chœurs (1) - Kristen Moss – chœurs (1) - Lee Padgett – chœurs (1) - Maggie Slavonic – chœurs (1) - Ricky Cytonbaum – chœurs (1) - Sandy Vongdasy – chœurs (1) - Scotty Crowe – chœurs (1) |

### Production
| - Manny Marroquin – mixing (1, 2, 4, 8, 12) - Michael Brauer – mixage (3, 5, 6, 7, 9, 10, 11) - Jared Robbins – assistance de mixage (1, 2, 4, 8, 12) - Will Hensley – assistance de mixage (3, 5, 6, 7, 9, 10, 11) - Chad Franscoviak – ingénieur - Joe Ferla – ingénieur - Dave O'Donnell – ingénieur (1, 3, 11) - John Alagía – ingénieur (7) - Angie Teo – assistance technique, ingénieur Pro Tools - Brian Montgomery – assistance technique, ingénieur Pro Tools | - Bryan Pugh – assistance technique, ingénieur Pro Tools - Dan Monti – assistance technique - Jared Nugent – assistance technique - Jim Monti – assistance technique - Peter Doris – assistance technique, ingénieur Pro Tools - Vanessa Parr – assistance technique - Greg Calbi – mastérisation - Martin Pradler – montage numérique, ingénieur Pro Tools - Nathaniel Kunkel – ingénieur Pro Tools |

## Classements et certifications
| Classement (2006–2007)        | Meilleure position |
| ----------------------------- | ------------------ |
| Allemagne (Media Control AG)  | 39                 |
| Australie (ARIA)              | 12                 |
| Canada (Canadian Albums)      | 2                  |
| Danemark (Tracklisten)        | 24                 |
| États-Unis (Billboard 200)    | 2                  |
| États-Unis (Top Rock Albums)  | 1                  |
| Nouvelle-Zélande (RIANZ)      | 9                  |
| Pays-Bas (Mega Album Top 100) | 12                 |
| Royaume-Uni (UK Albums Chart) | 46                 |

| Classement (2006)            | Position |
| ---------------------------- | -------- |
| Australie (ARIA)             | 98       |
| États-Unis (Billboard 200)   | 69       |
| États-Unis (Top Rock Albums) | 10       |
| Classement (2007)            | Position |
| États-Unis (Billboard 200)   | 34       |
| États-Unis (Top Rock Albums) | 7        |
| Classement (2008)            | Position |
| États-Unis (Billboard 200)   | 107      |

### Certifications
| Région | Certification | Ventes/Streams |
| --- | ------------- | -------------- |
| Australie (ARIA)                                                                                                 | Platine       | 70 000^        |
| Canada (Music Canada)                                                                                            | Platine       | 100 000^       |
| Danemark (IFPI)                                                                                                  | 2 × Platine   | 40 000^        |
| Pays-Bas (NVPI)                                                                                                  | Or            | 25,000^        |
| Nouvelle-Zélande (RMNZ)                                                                                          | Or            | 7 500^         |
| Royaume-Uni (BPI)                                                                                                | Or            | 100 000^       |
| États-Unis (RIAA)                                                                                                | 4 × Platine   | 1 000 000^     |
| ^Mise en rayon selon la certification xNon précisé par la certification ‡ventes/streaming selon la certification |               |                |